# 茨城縣公安委員會
茨城縣公安委員會（日语：／ Ibarakiken kō'an-i'inkai */?）是由茨城縣知事所轄，負責管理茨城縣警察的行政委員會，由3名委員組成。

## 委員
- 委員長
  - 今髙博子
- 委員
  - 鬼澤邦夫
  - 諸岡信裕

## 下部組織
- 茨城縣警察

## 外部連結
- 茨城県公安委員会 （页面存档备份，存于）